# Корбель, Сесиль
Сесиль Корбель (фр. и брет. Cécile Corbel; род. 1980, Финистер, Бретань) — французская певица и арфистка. Она выпустила 4 альбома и работала со студией Studio Ghibli над песней к их аниме-фильму «Ариэтти из страны лилипутов». Сесиль исполняет песни на многих языках, включая французский, бретонский и английский, а также выпустила треки на ирландском, турецком и японском языках.

## Альбомы
- 2005: Harpe Celtique Et Chants Du Monde (Keltia)
- 2006: Songbook 1 (Keltia)
- 2008: SongBook Vol. 2 (Keltia)
- 2009: Anne de Bretagne, 2 CD
- 2010: Arrietty’s Song (CD Single)
- 2010: Kari-gurashi (дополнительные и альтернативные песни к аниме «Ариэти из страны лилипутов» «The Borrower Arrietty»)
- 2011: SongBook vol.3 — Renaissance
- 2013: SongBook vol.4 — Roses
- 2014: La Fiancée
- 2016: Vagabonde
- 2019: Enfant du Vent